# Burg Schemmerhofen
Die Burg Schemmerhofen ist eine abgegangene Burg bei der Gemeinde Schemmerhofen im Landkreis Biberach in Baden-Württemberg.
Von der im 13. Jahrhundert erwähnten Burganlage, die im Besitz der Grafen von Berg-Wartstein war und nicht mehr genau lokalisiert werden kann, ist nichts erhalten.